# 운하로
운하로(Unha-ro)는 대한민국 경상북도 포항시 남구 송도동 일부로 연결하는 도로이다.
2009년 12월 1일 도로명 주소 사업에 인해 운하로로 지정되었다.

## 노선 구간
- 삼거리 명칭 미상
  - 희망대로
- 사거리 명칭 미상
  - 축항로
    - 송림초등학교
    - 멤비스빌
- 사거리 명칭 미상
  - 죽도로, 송도로
    - 세잔베르체
    - 산호빌라
    - 송복주택
    - 송도영보빌라
    - 홍인빌라
- 사거리 명칭 미상
  - 송도로
    - 송도강변빌라
    - 송도타운
    - 포항함체험관
    - 해변빌라
- 삼거리 명칭 미상
  - 송림로
- 삼거리 명칭 미상
  - 송도해안길
    - SK에너지 포항물류센터

## 차로수
- 왕복 4차로

## 같이 보기
- 송도동
- 포항항